# Atlético de Kolkata 2016
Questa voce raccoglie le informazioni riguardanti l'Atlético de Kolkata nelle competizioni ufficiali della stagione 2016.

## Maglie e sponsor
Il fornitore tecnico per questa stagione è Lux Cozy, mentre lo sponsor ufficiale è Birla Tyres.
| Casa | Trasferta |

## Rosa
| N. |                       | Ruolo | Calciatore          |
| -- | --------------------- | ----- | ------------------- |
| 2  | Portogallo (bandiera) | D     | Henrique Sereno     |
| 3  | Spagna (bandiera)     | D     | Pablo Gallardo      |
| 4  | Spagna (bandiera)     | D     | Tiri                |
| 5  | India (bandiera)      | D     | Arnab Mondal        |
| 6  | India (bandiera)      | D     | Kingshuk Debnath    |
| 7  | Canada (bandiera)     | A     | Iain Hume           |
| 8  | India (bandiera)      | C     | Jewel Raja          |
| 9  | Portogallo (bandiera) | A     | Hélder Postiga      |
| 10 | Spagna (bandiera)     | C     | Borja Fernández (c) |
| 11 | Sudafrica (bandiera)  | C     | Sameehg Doutie      |
| 12 | India (bandiera)      | D     | Pritam Kotal        |
| 13 | India (bandiera)      | C     | Bikramjit Singh     |
| 14 | Spagna (bandiera)     | P     | Dani Mallo          |

| N. |                     | Ruolo | Calciatore          |
| -- | ------------------- | ----- | ------------------- |
| 15 | Spagna (bandiera)   | C     | Javi Lara           |
| 16 | India (bandiera)    | D     | Robert Lalthlamuana |
| 17 | India (bandiera)    | C     | Bidyananda Singh    |
| 19 | Spagna (bandiera)   | A     | Juan Belencoso      |
| 20 | India (bandiera)    | C     | Lalrindika Ralte    |
| 21 | India (bandiera)    | C     | Bikash Jairu        |
| 22 | India (bandiera)    | P     | Shilton Paul        |
| 23 | Botswana (bandiera) | C     | Ofentse Nato        |
| 24 | India (bandiera)    | P     | Debjit Majumder     |
| 25 | Scozia (bandiera)   | C     | Stephen Pearson     |
| 33 | India (bandiera)    | D     | Prabir Das          |
| 34 | India (bandiera)    | C     | Abhinas Ruidas      |
| 80 | India (bandiera)    | D     | Keegan Pereira      |

## Calciomercato
| Acquisti | Acquisti            | Acquisti             | Acquisti                |
| R.       | Nome                | da                   | Modalità                |
| -------- | ------------------- | -------------------- | ----------------------- |
| P        | Debjit Majumder     | Mohun Bagan          | prestito                |
| P        | Dani Mallo          | Albacete             | svincolato              |
| P        | Shilton Paul        | Mohun Bagan          | prestito                |
| D        | Prabir Das          | Mohun Bagan          | prestito                |
| D        | Kingshuk Debnath    | Mohun Bagan          | prestito                |
| D        | Pablo Gallardo      | Dreams Metro Gallery | definitivo              |
| D        | Pritam Kotal        | Mohun Bagan          | prestito                |
| D        | Robert Lalthlamuana | East Bengal          | prestito                |
| D        | Arnab Mondal        | East Bengal          | prestito                |
| D        | Keegan Pereira      | Mumbai City          | definitivo              |
| D        | Henrique Sereno     |                      | svincolato              |
| D        | Tiri                | Atlético Madrid B    | fine prestito           |
| C        | Borja Fernández     | Real Valladolid      | svincolato              |
| C        | Bikash Jairu        | East Bengal          | prestito                |
| C        | Javi Lara           | Tenerife             | svincolato              |
| C        | Ofentse Nato        | Township Rollers     | fine prestito           |
| C        | Stephen Pearson     | Motherwell           | definitivo (0,12 mln €) |
| C        | Jewel Raja          | Dempo                | prestito                |
| C        | Lalrindika Ralte    | East Bengal          | prestito                |
| C        | Abhinas Ruidas      | East Bengal          | prestito                |
| C        | Bidyananda Singh    | AIFF Elite Academy   | svincolato              |
| C        | Bikramjit Singh     | Mohun Bagan          | prestito                |
| A        | Juan Belencoso      | Persib               | svincolato              |
| A        | Iain Hume           | Ponferradina         | svincolato              |
| A        | Hélder Postiga      | Rio Ave              | svincolato              |

| Cessioni | Cessioni           | Cessioni   | Cessioni   |
| R.       | Nome               | a          | Modalità   |
| -------- | ------------------ | ---------- | ---------- |
| D        | Denzil Franco      | FC Goa     | definitivo |
| D        | Nallappan Mohanraj | Chennaiyin | definitivo |

### A stagione in corso
| Acquisti | Acquisti | Acquisti | Acquisti |
| R.       | Nome     | da       | Modalità |
| -------- | -------- | -------- | -------- |

| Cessioni | Cessioni       | Cessioni | Cessioni   |
| R.       | Nome           | a        | Modalità   |
| -------- | -------------- | -------- | ---------- |
| D        | Pablo Gallardo |          | svincolato |

## Risultati

### Indian Super League
| Arbitro: | Guerrero |

|                            |           |                     |
| Doutie 59’ Hume 86’ (rig.) | Marcatori | 66’ Rane 70’ Mulder |

| Arbitro: | Bora |

|  |           |               |
|  | Marcatori | 53’ Javi Lara |

| Arbitro: | Abdulnabi |

|                |           |               |
| Defederico 27’ | Marcatori | 82’ Javi Lara |

| Arbitro: | Guerrero |

|           |           |                  |
| Doutie 6’ | Marcatori | 77’ (rig.) Jofre |

| Arbitro: | Dilan Perera |

|                 |           |  |
| Hume 78’ (rig.) | Marcatori |  |

| Arbitro: | Ricci |

|  |           |            |
|  | Marcatori | 79’ Forlán |

| Arbitro: | Ricci |

|            |           |                           |
| Alfaro 39’ | Marcatori | 63’ Postiga 82’ Belencoso |

| Arbitro: | Srikrishna |

|                               |           |          |
| Ferreira 41’ Zurdo 56’ (rig.) | Marcatori | 69’ Hume |

| Arbitro: | Nagvenkar |

|                       |           |                        |
| Singh 63’ Malouda 74’ | Marcatori | 17’ Hume 71’ Javi Lara |

| Arbitro: | Bora |

|          |           |          |
| Hume 90’ | Marcatori | 5’ Vélez |

| Arbitro: | Meetei |

|           |           |             |
| Succi 77’ | Marcatori | 39’ Postiga |

| Arbitro: | Robesh |

|           |           |                             |
| Desai 80’ | Marcatori | 28’ Belencoso 90+2’ Pearson |

| Arbitro: | Nagvenkar |

|             |           |            |
| Pearson 18’ | Marcatori | 8’ Vineeth |

| Calcutta 2 dicembre 2016, ore 19:00 UTC+5:30 14ª giornata | Atlético de Kolkata | 0 – 0 referto | Pune City | Rabindra Sarobar Stadium (12 420 spett.)\| Arbitro: \| Kumar \| |
| Arbitro:                                                  | Kumar               |               |           |                                                                 |

#### Play-off
| Arbitro: | Dilan Perera |

|                                 |           |                          |
| Ralte 3’ Hume 39’, 45+4’ (rig.) | Marcatori | 10’ Léo Costa 19’ Gerson |

| Mumbai 13 dicembre 2016, ore 19:00 UTC+5:30 Semifinale - Ritorno | Mumbai City | 0 – 0 referto | Atlético de Kolkata | DY Patil Stadium (7 690 spett.)\| Arbitro: \| Rowan \| |
| Arbitro:                                                         | Rowan       |               |                     |                                                        |

| Arbitro: | Faghani |

|                                       |                      |                                  |
| Rafi 37’                              | Marcatori            | 44’ Sereno                       |
| German Belfort Ndoye Rafique Hengbart | Tiri di rigore 3 – 4 | Hume Doutie Borja Javi Lara Raja |

## Statistiche

### Andamento in campionato
| Giornata  | 1 | 2 | 3 | 4 | 5 | 6 | 7 | 8 | 9 | 10 | 11 | 12 | 13 | 14 |
| --------- | - | - | - | - | - | - | - | - | - | -- | -- | -- | -- | -- |
| Luogo     | C | T | T | C | C | C | T | T | T | C  | T  | T  | C  | C  |
| Risultato | N | V | N | N | V | P | V | P | N | N  | N  | V  | N  | N  |
| Posizione | 4 | 3 | 4 | 5 | 2 | 2 | 1 | 3 | 3 | 4  | 2  | 3  | 3  | 4  |

Legenda:

Luogo: C = Casa; T = Trasferta. Risultato: V = Vittoria; N = Pareggio; P = Sconfitta.